# Fagnières
Fagnières ist eine französische Gemeinde mit 4886 Einwohnern (Stand: 1. Januar 2022) im Département Marne in der Region Grand Est. Fagnières gehört zum Arrondissement Châlons-en-Champagne und zum Kanton Châlons-en-Champagne-1. Die Einwohner werden Fagnérot(e)s genannt.

## Geographie
Die Gemeinde liegt im Nordosten Frankreichs in der Landschaft Champagne. Fagnières ist eine banlieue im Westen von Châlons-en-Champagne. Am nordöstlichen Gemeinderand fließt die Marne. Umgeben wird Fagnières von den Gemeinden Recy im Norden, Saint-Martin-sur-le-Pré im Nordosten, Châlons-en-Champagne im Osten, Compertrix im Süden sowie Villers-le-Château im Westen.
Durch die Gemeinde führt die Autoroute A 26.

## Bevölkerungsentwicklung
| Jahr                       | 1962 | 1968 | 1975 | 1982 | 1990 | 1999 | 2006 | 2018 |
| -------------------------- | ---- | ---- | ---- | ---- | ---- | ---- | ---- | ---- |
| Einwohner                  | 1084 | 1319 | 2532 | 3425 | 4949 | 5046 | 4694 | 4838 |
| Quellen: Cassini und INSEE |      |      |      |      |      |      |      |      |

## Sehenswürdigkeiten
- Kirche Saint-Remi, Anfang des 19. Jahrhunderts errichtet mit Rekonstruktionen aus der Mitte des 19. Jahrhunderts